# Mae-geri
Nella terminologia del karate il mae-geri indica il calcio frontale eseguito portando il quadricipite femorale parallelo al terreno, con il polpaccio perpendicolare e scaricando il calcio con la parte del piede detta «koshi».
Tale tecnica è anche presente nel Krav Maga, nel Kodokan-goshin-jutsu e nel kime-no-kata di judo.